# Efectos neuroplásticos de la contaminación
Ciertas investigaciones indican que vivir en áreas con contaminación alta, tiene efectos graves sobre la salud a largo plazo. El vivir en estas zonas durante la niñez y la adolescencia, conduce a la disminución de la capacidad mental, así como un mayor riesgo de presentar daño cerebral. De igual manera, personas de todas las edades, que viven en áreas con alta contaminación por largos periodos de tiempo, se colocan a sí mismas en una situación delicada, ya que son propensos a desarrollar diversos trastornos neurológicos. Tanto a la contaminación atmosférica como a la contaminación por metales pesados se les ha atribuido tener efectos negativos sobre la funcionalidad del sistema nervioso central (SNC). La habilidad de las sustancias contaminantes para afectar la neurofisiología de las personas, posterior a la estabilización de la estructura del SNC es un ejemplo de neuroplasticidad negativa. 

## Contaminación atmosférica
La contaminación atmosférica es conocida, debido a que afecta pequeños y grandes vasos sanguíneos de todo el cuerpo.

Así mismo niveles incrementados de contaminación atmosférica se relaciona con un peligro mayor de desarrollar accidentes cerebrovasculares y ataques al corazón. Es así, que al afectar permanentemente las estructuras vasculares del cerebro, la contaminación atmosférica puede tener efectos importantes en el funcionamiento y materia neural. En animales como los perros, la contaminación atmosférica ha mostrado causar daños al SNC, al alterar la barrera hematoencefálica, causando degeneración de neuronas de la corteza cerebral, destruyendo células gliales localizadas en la materia blanca y originando ovillos neurofibrilares. Estos cambios pueden alterar permanentemente la estructura y química del cerebro, dando lugar a diferentes impedimentos y trastornos. Algunas veces, los efectos del remodelamiento neural no se manifiestan por un periodo de tiempo prolongado.

### Efectos en cánidos y adolescentes
Un estudio realizado en 2008 comparó a niños y perros criados en la Ciudad de México (una ubicación conocida por sus niveles altos de contaminación) con niños y perros criados en Polotitlán, México (una ciudad donde sus niveles de contaminación se encuentran bajo las Normas Nacionales de Calidad del Aire Ambiental de los EE. UU.). Según este estudio, los niños criados en áreas con una mayor contaminación obtuvieron calificaciones más bajas en inteligencia (ejemplo, en pruebas de IC), y mostraron signos de lesiones en el escaneo IRM del cerebro. En contraste, los niños del área con baja contaminación puntuaron como se esperaba en las pruebas de IC, y no mostraron indicios de peligro de daño cerebral.  Esta correlación se encontró como estadísticamente significativa, y demuestra que los niveles de contaminación pueden estar implicados, o contribuyen a la formación de lesiones cerebrales y a los puntajes de la prueba de IC, que a su vez, se manifiesta como deterioro de la capacidad intelectual y/o el rendimiento. Entonces el vivir en zonas de alta contaminación, coloca a los adolescentes en riesgo de degeneración cerebral prematura y un impropio desarrollo neural; estos hallazgos podrían tener implicaciones significativas para las generaciones futuras.

### Efectos en adultos
Existen ciertos indicios que sugieren, que los efectos de la actividad física y los de la contaminación atmosférica en la neuroplasticidad se contrarrestan. Se sabe que la actividad física presenta diversos beneficios que mejoran la salud, particularmente en el sistema cardiovascular; sin dejar de mencionar, que ha demostrado tener beneficios para los procesos de plasticidad del cerebro, cognición y salud mental. Se piensa que la neurotrofina, factor neurotrófico derivado del cerebro (FNDC), desempeña un papel clave en las mejoras cognitivas inducidas por el ejercicio. Periodos breves de actividad física han demostrado aumentar los niveles séricos de FNDC, no obstante este aumento puede ser compensado por el incremento a la exposición de contaminación ambiental relacionada con el tráfico sanguíneo.
Durante periodos largos de ejercicio físico, mejoras cognitivas que se han manifestado en corredores rurales, se encontraron ausentes en corredores urbanos que tuvieron el mismo programa de entrenamiento.

### Epilepsia
Investigadores en Chile encontraron correlaciones estadísticamente significativas entre múltiples contaminantes atmosféricos y el riesgo de tener epilepsia, utilizando un intervalo de confianza del 95%. Los contaminantes atmosféricos que los investigadores trataron de correlacionar con la incidencia aumentada de epilepsia incluyen: monóxido de carbono, ozono, dióxido de azufre, dióxido de nitrógeno, partículas gruesas y finas en suspensión. Los investigadores probaron los contaminantes a través de siete ciudades y, en todos menos en un caso, se encontró una correlación entre los niveles de contaminación y la aparición de epilepsia. Curiosamente, todas las correlaciones encontradas mostraron ser estadísticamente significativas. Es así, que los investigadores plantearon la hipótesis de que los contaminantes del aire incrementan el riesgo de epilepsia al aumentar los mediadores de la inflamación, y proporcionando una fuente de estrés oxidativo. Ellos creen que estos cambios, alteran eventualmente el funcionamiento de la barrera hematoencefálica, causando inflamación cerebral. La inflamación cerebral es conocida por ser un factor de riesgo para la epilepsia; por lo tanto, la secuencia de eventos proporciona un mecanismo plausible por el cual la contaminación puede incrementar el riesgo de epilepsia en individuos que son genéticamente vulnerables a la enfermedad.

## Intoxicación por dioxinas
Compuestos organohalogenados, como las dioxinas, se encuentran comúnmente en los pesticidas o son creados como subproductos de la fabricación o la degradación de los plaguicidas. Estos compuestos pueden tener un impacto significativo en la neurobiología de los organismos expuestos. Algunos efectos observados por la exposición a dioxinas son iones calcio (Ca2+) astrogliales intracelulares alterados, niveles bajos de glutatión, función neurotransmisora modificada en el SNC y pérdida de mantenimiento de pH. Un estudio realizado entre 1965 y 1968 a 350 empleados de una planta química, expuestos a un precursor de dioxina para la síntesis de herbicidas, mostró que 80 de esos empleados mostraron signos de envenenamiento por dioxinas. De estos 350 empleados, 15 estuvieron en contacto en 2004 para presentar exámenes neurológicos para evaluar si el envenenamiento por dioxinas tuvo algún efecto a largo plazo sobre las capacidades neurológicas. La cantidad de tiempo que había pasado hizo difícil montar una cohorte más amplia, sin embargo los resultados de las pruebas indicaron que ocho de los 15 sujetos mostraron algún deterioro del sistema nervioso central, nueve presentaron signos de polineuropatía, y el electroencefalograma (EEG) mostró diferentes grados de anormalidades estructurares. Este estudio sugiere que el efecto de las dioxinas no estaba limitado a una toxicidad inicial. Las dioxinas, a través de efectos neuroplásticos, pueden causar daño a largo plazo, que posiblemente no se manifieste por años e incluso décadas.

## Exposición a metales
La exposición a metales puede resultar en un aumento del riesgo de varias enfermedades neurológicas. Las investigaciones indican que los dos metales pesados más neurotóxicos son el mercurio y el plomo. El efecto que estos dos metales tendrán depende mayormente del individuo debido a variaciones genéticas. El mercurio y el plomo son particularmente neurotóxicos debido a muchas razones: pueden atravesar fácilmente las membranas celulares, tienen efectos oxidativos en las células, reaccionan con azufre en el cuerpo (dando lugar a alteraciones en las diversas funciones que dependen de los grupos sulfhidrilo), y reducen los niveles de glutatión dentro de las células. El Metilmercurio, particularmente, tiene una extrema afinidad por los grupos sulfhidrilo.  El organomercurio es una forma característica perjudicial del mercurio por su alta capacidad de absorción. El plomo también imita al calcio, un mineral muy importante en el SNC, y este mimetismo conduce a muchos efectos adversos. Los mecanismos neuroplásticos del mercurio trabajan al afectar a la producción de proteínas. Un nivel elevado de mercurio incrementa los niveles de glutatión al afectar la expresión génica, y esto en consecuencia afecta dos proteínas (MT1 y MT2-2) que están contenidas en los astrocitos y neuronas. La habilidad del plomo por imitar al calcio le permite cruzar la barrera hetamoencefálica. El plomo también retroalimenta positivamente al glutatión.

### Autismo
La exposición a metales pesados aunado a ciertas predisposiciones genéticas, puede poner a los individuos en peligro de desarrollar autismo. Muchos ejemplos de la fisiopatología del SNC, como el estrés oxidativo, la neuroinflamación y la disfunción mitocondrial, podrían ser subproductos de estresores ambientales como la contaminación. Se han reportado casos de brotes de autismo que ocurren en lugares específicos. Dado que estos casos de autismo están relacionados con la ubicación geográfica, la implicación es que algo en el ambiente está complementando un genotipo de riesgo que provoca autismo en estas personas vulnerables. Tanto el mercurio como el plomo contribuyen a la inflamación, lo que lleva a los científicos a especular que estos metales pesados podrían desempeñar un papel en el autismo. Estos resultados son controversiales, sin embargo, una cantidad importante de investigadores piensa que el incremento de las tasas de autismo son una consecuencia de los métodos de cribado y diagnóstico, y no se deben a ningún tipo de factor ambiental.

## Envejecimiento cerebral acelerado
La neuroinflamación se encuentra asociada a un incremento en las tasas de neurodegeneración. La inflamación tiende a incrementar naturalmente con la edad. Por consiguiente, al facilitar la inflamación, los contaminantes como las partículas de aire y metales pesados, provocan un envejecimiento más rápido al SNC. Muchas enfermedades de aparición tardía son causadas por neurodegeneración. Se cree que enfermedades como la esclerosis múltiple, la enfermedad de Parkinson, la esclerosis lateral amiotrófica (ELA) y la enfermedad de Alzheimer son agravadas por procesos inflamatorios, resultando en individuos que muestran síntomas de las enfermedades a una edad más temprana que la esperada.
La esclerosis múltiple se da cuando una inflamación crónica conlleva al compromiso de los oligodendrocitos, que a su vez conduce a la destrucción de las vainas de mielina. Por consiguiente, los axones empiezan a exhibir signos de daño, que conduce a la muerte de las neuronas. La esclerosis múltiple se ha correlacionado a vivir en áreas con niveles altos de partículas en suspensión.
En la enfermedad de Parkinson, la inflamación, que conlleva a un agotamiento de las reservas de antioxidantes, en última instancia conducirá a la degeneración de neuronas dopaminérgicas; provocando una escasez de la dopamina y contribuyendo a la formación de la enfermedad de Parkinson. Una activación glial crónica como resultado de la inflamación causa la muerte de neuronas motoras y compromete a los astrocitos; estos factores conducen a los síntomas de la esclerosis lateral amiotrófica (ELA, alias enfermedad de Lou Gehrig).
En el caso del Alzheimer, los procesos inflamatorios conducen a la muerte neuronal mediante la inhibición de crecimiento en los axones y la activación de los astrocitos que producen proteoglicanos. Este producto solo se puede depositar en el hipocampo y la corteza, lo que indica que ésta puede ser la razón de que estas dos áreas muestren los niveles más altos de la degeneración en la enfermedad de Alzheimer. Se ha demostrado que partículas de metal aerotransportadas pueden acceder directamente y afectar al cerebro a través de las vías olfativas, lo que permite una gran cantidad de material particulado que alcanza la barrera hematoencefálica.
Estos hechos, junto con la relación de la contaminación atmosférica con los ovillos neurofibrilares y los cambios vasculares observados en perros, sugieren que los efectos neuroplásticos negativos de la contaminación puede resultar en un riesgo incrementado para la enfermedad de Alzheimer, y puede también implicar a la contaminación como la causa de aparición temprana del Alzheimer a través de múltiples mecanismos. El efecto general de la contaminación es incrementar los niveles de inflamación. Como resultado, la contaminación puede contribuir significativamente a diferentes trastornos neurológicos que son causados por procesos inflamatorios.